# فرانك موريس (لاعب كرة قدم كندية)
فرانك موريس هو لاعب كرة قدم كندية كندي، ولد في 20 مايو 1923 في تورونتو في كندا، وتوفي في 10 أبريل 2009 في إدمونتون في كندا.